# Bikini Kill: The Singles
The Singles é uma coletânea do Bikini Kill, uma banda estadunidense de punk rock, lançada pela gravadora Kill Rock Stars.
Esta coletânea foi lançada em 1998, e contou com a ajuda de Joan Jett, que, além de produzir a coletânea, tocou guitarra e cantou nas três primeiras músicas.
| Críticas profissionais                                                      | Críticas profissionais |
| Avaliações da crítica                                                       | Avaliações da crítica  |
| Fonte                                                                       | Avaliação              |
| --------------------------------------------------------------------------- | ---------------------- |
| All Music Guide                                                             | [ 1 ]                  |
| Robert Christgau                                                            | (A-)                   |
| Esta tabela precisa de ser acompanhada por texto em prosa. Consulte o guia. |                        |

## Faixas
1. "New Radio" – 1:33
2. "Rebel Girl"  – 2:37
3. "Demirep"  – 2:47
4. "In Accordance to Natural Law"  – 0:28
5. "Strawberry Julius"  – 2:17
6. "Anti-Pleasure Dissertation" – 2:29
7. "Rah! Rah! Replica" – 0:58
8. "I Like Fucking" – 2:16
9. "I Hate Danger" – 1:58